# 애견협회
애견협회(愛犬協會, Kennel Club)은 개에 관한 일을 하는 단체다. 전 세계적으로 개의 품종을 조사하고 혈통의 순수성을 판별하거나, 그 순수혈통을 보존하기 위해 활동한다. 품종개량을 하고, 애견쇼를 개최하기도 한다. 참고로 더 케널 클럽(The Kennel Club)은 영국의 애견협회를 가리킨다.